# Šentjakob ob Savi
Šentjakob ob Savi (tudi Sveti Jakob ob Savi, v Šentjakobu, šentjakobski, Šentjakobčani), severno predmestje v Mestni občini Ljubljani ter del Četrtne skupnosti Črnuče. 
Naselje je ob delavnikih in sobotah s Črnučami in Ježico povezano z mestno avtobusno linijo št. 21D, skozi ves teden pa je z mestno avtobusno linijo št. 12D naselje na severu povezano s Podgorico, na jugu pa z mestnim središčem.

## Glavne značilnosti
Naselje je gručaste oblike in se je razvilo iz vasi na savski ježi. Pod ježo je savska ravnica z njivami, koder še poplavi Sava, nad naseljem pa ozek pas njiv s cesto loči Šentjakob od Podgorice. V središču naselja je cerkev posvečena Sv. Jakobu, ki hkrati velja tudi za cerkev Podgoričanov, obenem pa je tukaj tudi sedež istoimenske župnije.

## Zgodovina
Šentjakob se skupaj z danes pozabljenim naseljem Luže pojavi v letu 1362, ko Filip Luški (Lawsacher) in njegova žena Kunigunda prodata svoj dvor z mlinom v Lužah ob Savi pri Šentjakobu (Lawsach pey der Saew cze sand Jacob) nekemu Haynnenu iz Loke. Iz pojavljanja tega imena lahko sklepamo, da je leta 1362 tod že stala vsaj kapela. Čaščenje Kristusovega apostola Sv. Jakoba Starejšega je svoj vrhunec doseglo v 15. stoletju in kakor mnogi predniki današnjih Slovencev so tudi prebivalci Šentjakoba, Podgorice in okoliških krajev verjetno romali v romarsko središče Santiago de Compostella, ki je bilo posvečeno omenjenemu apostolu. Leta 1526 je v naselju že stala cerkev z dvema kelihoma, vendar so se morali Šentjakobčani enemu kelihu odpovedati, ker je šel za turški davek- prav tega leta pa so Turki te kraje tudi izropali. V času turških vpadov je bila šentjakobska cerkev obdana z obzidjem in je služila kot pribežniški tabor za lokalno prebivalstvo. Analize virov o okolici Šentjakoba kažejo, da so imele naselbine tod večji pomen kot tedanje Črnuče, kar se kaže v podatkih o preprodaji hub, v omembah, da so nosilci poslov izvirali iz teh krajev, pa tudi v dejstvu, da je prav v Šentjakobu obratoval brod čez reko Savo. Že leta 1584 je skozi Šentjakob potekala poštna cesta med Gradcem in Benetkami, pri čemer je bil ob Savi, ki je tedaj tekla tik ob naselju, zaradi tega narejen tudi brod. Sava je večkrat narasla, poštni sli pa so s pošto vred v njej večkrat utonili vse dokler niso leta 1717 poštne poti prestavili tako, da se je nevarnega Šentjakoba poslej ognila.
V Šentjakobu in Podgorici so se ljudje že od časov pred koncem 18. stoletja pa vse do srede 19. stoletja poleg kmetovanja ukvarjali tudi s slamnikarstvom, tako da so skoraj pri vsaki hiši pletli kite in slamnike, to blago pa so Šentjakobčani in Podgoričani hodili prodajat ne le po Kranjskem, ampak tudi po Hrvaškem, Ogrskem, po Srbiji in  celo po južni Rusiji, ženske pa so pred propadom Avstro-ogrske hodile šivat slamnike tudi na Dunaj in v München Ko se je v Domžalah  s tirolskim kapitalom leta 1867 odprla in uveljavila slamnikarska manufaktura, so zaslužki šentjakobskih in podgoriških slamnikarjev upadli za 80 do 90 %, kar je pri marsikateri hiši pripeljalo do revščine. Že v časih slamnikarske obrti so župljani šentjakobske fare sloveli po alkoholizmu in tudi leta 1925, se župnijska kronika zaskrbljeno ozira na edino obrt v fari- namreč na kar osem gostiln. Ob koncu 19. stoletja je imel Sveti Jakob ob Savi 17 hiš, v katerih je živelo manj kot 140 prebivalcev in komaj kaj drugače je bilo leta 1931.  V letih okrog 1930 se je kmečko gospodarstvo šentjakobske fare skoraj povsem preusmerilo na ljubljanski trg- zaradi česar so si prebivalci v primerjavi z mnogimi drugimi kraji lahko privoščili večjo zanemarjenost svojih sadovnjakov in hlevov, po drugi strani pa zaradi ljubljanskega trga slamnikarska obrt ni povsem zamrla, manj kot 10 % prebivalstva pa se je ukvarjalo tudi s pletarstvom. Po drugi strani pa se je vse več ljudi iz teh krajev že tedaj odpravljalo na delo v ljubljanske tovarne.
Šentjakob je leta 1787 postal sedež samostojne župnije, ki je imela podružnici v Šentpavlu in v Šempetru na Pšati. Potres v noči iz 14. na 15. april 1895 je staro cerkev Sv. Jakoba, ki je stala še iz predturških časov, močno poškodoval, zato so jo porušili in leta 1898 z obveznim delom župljanov zgradili sedanjo cerkev. Ob koncu 19. Stoletja so prebivalci skupaj z okoliškimi krajani pričeli meliorizirati tok Save, da bi preprečili odnašanje plodne zemlje. Leta 1905 je bil pri Šentjakobu odprt most čez reko Savo, zaradi česar je bil že leta 1909 ukinjen brod. Šentjakob je že leta 1868 dobil osnovno šolo v mežnariji, leta 1903 je bilo odprto novo državno šolsko poslopje, med tem ko je bil leta 1914 odprto tudi poslopje društvenega doma, ki je bil tedaj izročen v last cerkve. Vse do leta 1935 je Šentjakob skupaj s Podgorico spadal v občino Dol, potem pa je leta 1935/36 za kratek čas zaživela samostojna občina Podgorica.
Med vojno so imeli Nemci postojanko v šentjakobskem župnišču. V tem času (1943-1946) je južno od Šentjakoba potekala nemška proga, ki je bila po vojni odstranjena. Po vojni je med 1946 in 1953 delovala lokalna postaja prve pomoči, ki so jo vodile sestre usmiljenke, in ki je za okoliške kraje oskrbela 2.500 do 3.000 primerov letno ter nudila tudi operacijske posege, toda  kljub ogorčenju in protestiranju Šentjakobčanov in Podgoričanov ob ravnanju oblasti leta 1953, ki je postajo dala zapreti, je postaja ostala za vedno zaprta.
Po vojni sta Šentjakob in Podgorica razen krajšega obdobja, ko sta spadala pod Občino Dolsko, spadala pod Občino Črnuče. Šentjakob in Podgorica sta še danes naselbini, ki sta medsebojno tesno povezani. Vse do srede 20. stoletja je v razvoju nedvomno prednjačil Šentjakob, saj so Šentjakobčani imeli brodišče, most čez Savo, šolo, župnišče in kulturno društvo, nekaj časa celo železniško progo in lastno ambulanto. Polagoma pa je pobudo prevzela Podgorica in Šentjakob v razvoju daleč prehitela.  20. julija 1924 je bilo v Podgorici ustanovljeno gasilsko društvo, katerega člani so postali tudi Šentjakobčani; gasilsko društvo se je že leta  1927 lahko pohvalilo z zelo napredno motorno črpalko znamke Renault, leta 1930 pa so dokončali tudi prvi gasilski dom. Velik gospodarski razmah Podgorice se je gotovo pričel z odprtjem podgoriške kemične tovarne Belinka, ki se je tedaj ukvarjala izključno s proizvodnjo vodikovega peroksida, a so tej proizvodnji leta 1968 dodali program lesnih premazov, postopoma pa se je Belinka razvila v podjetje, ki še danes sodi v sam vrh evropske kemične industrije. To podjetje tudi sedaj zaposluje mnoge krajane Šentjakoba. 1. septembra 2006 je bila ukinjena podružnična šola v Šentjakobu, otroci pa so pričeli obiskovati novozgrajeno osnovno šolo v Dragomlju in tako Šentjakob danes lahko ponuja župnišče, kulturno društvo, sedež volilnega okraja  in interni televizijski program, Podgorica pa tovarno Belinko, kopališče, športno društvo, gasilski dom, trgovino Mercator, pekarno, obe naselji pa imata skupaj še nekaj gostiln in obrtnikov. Lahko bi rekli, da Šentjakob predstavlja kulturno, Podgorica pa bolj gospodarsko orientirano naselje. Po drugi svetovni vojni so se zaradi bližine glavnega mesta in zaradi boljših možnosti za zaposlitev v naselje pričeli seliti ljudje iz različnih koncev Slovenije in celo iz nekdanje Jugoslavije. Šentjakob je danes sicer tipično primestno naselje, kjer kmetijstvo že dolgo ne igra več vodilne vloge. Šentjakob se je naglo širil s prodajo zazidljivih njiv, ki so bile večji del last šentjakobske cerkve, s tem pa je spremenil svojo podobo od tradicionalnega kmečkega zaselka v spalno naselje z enodružinskimi hišami. 
Leta 1979 je bilo staro ime Sv. Jakob ob Savi spremenjeno v Šentjakob, vendar pa je naselje tako kot Podgorica kmalu izgubilo svojo samostojnost - že leta 1984 je bilo priključeno mestu Ljubljana.

## Zunanji viri
- Bizjak A.  Srednjeveški zapisi o črnuških naseljih Arhivirano 2015-02-05 na Wayback Machine. .
- Podgorica, Šentjakob.  Arhivirano 2016-03-04 na Wayback Machine.
- Upravna zgodovina. Arhivirano 2015-02-05 na Wayback Machine.
- Belinka: zgodovina. Arhivirano 2009-11-08 na Wayback Machine.
- O ukinitvi podružnične šole.
- Krajevna imena.